# Klaudiusz (cesarz)

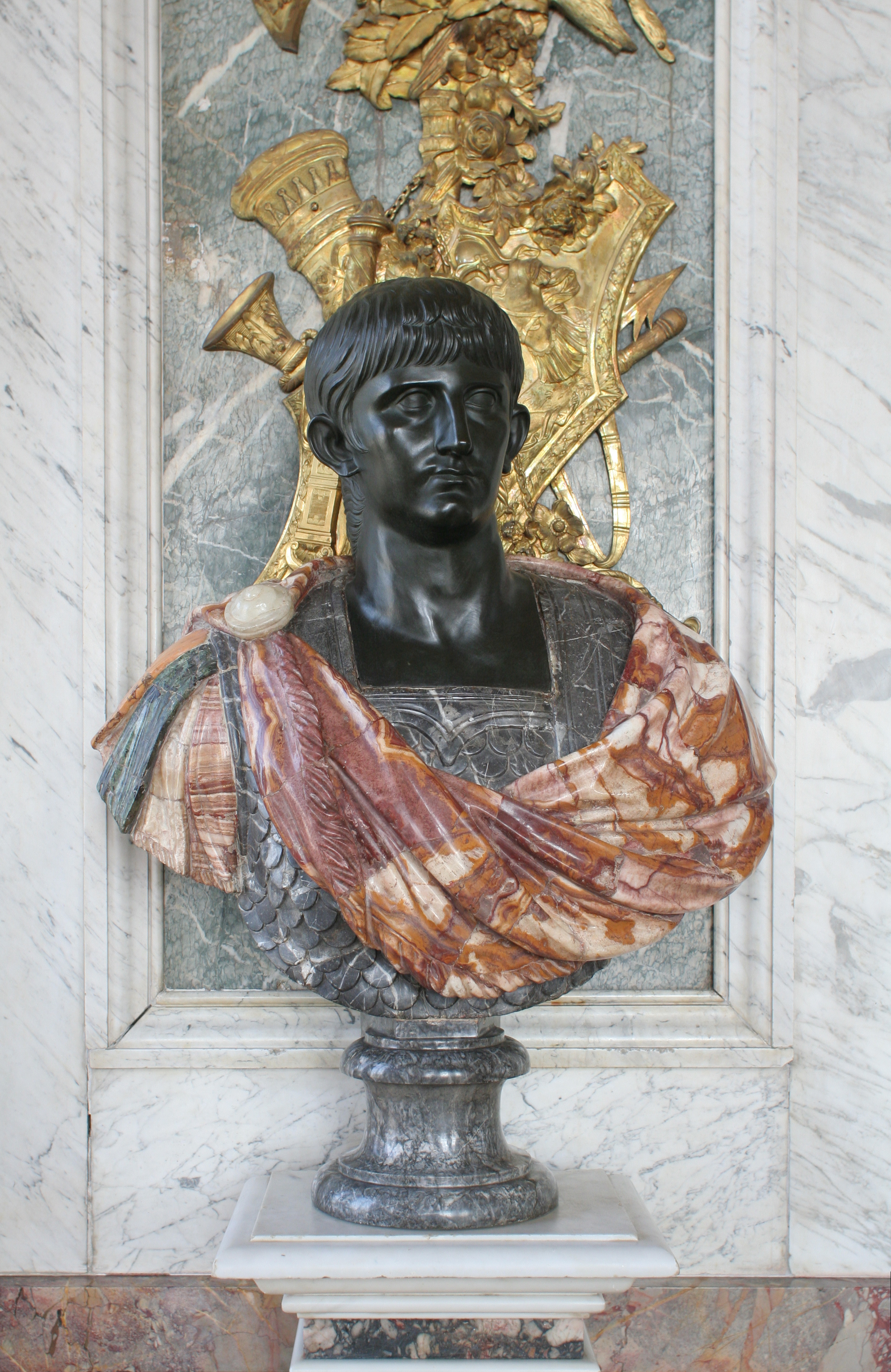
Popiersie Klaudiusza w pałacu w Wersalu

Klaudiusz, Tiberius Claudius Drusus Nero Germanicus, oficjalna tytulatura cesarska Tiberius Claudius Caesar Augustus Germanicus (ur. 1 sierpnia 10 p.n.e. w Lugdunum w Galii, zm. 13 października 54 n.e. w Rzymie) – historyk, cesarz rzymski od 25 stycznia 41 roku do swojej śmierci, syn Druzusa Starszego i Antonii Młodszej, bratanek cesarza Tyberiusza, stryj cesarza Kaliguli, brat Germanika.
Sprzymierzeniec wyzwoleńców, skory do nadawania obywatelstwa rzymskiego, zdobywca Brytanii w 43 roku n.e. Ostatni znany człowiek władający językiem etruskim. Za swojego panowania próbował przeprowadzić reformę alfabetu, wprowadzając trzy nowe litery: Ↄ, Ⅎ i Ⱶ.

## Życiorys

### Młodość
Pomimo bliskich powiązań z panującą dynastią nie brał udziału w życiu publicznym. Przyczyną tego były liczne ułomności fizyczne. Klaudiusz utykał na skutek paraliżu dziecięcego, ślinił się, jąkał, miał mimowolne ruchy mięśni twarzy, ciekło mu z nosa, z powodu świnki ogłuchł na prawe ucho i często chorował. Członkowie rodziny uważali to za skutek umysłowego upośledzenia i dlatego trzymali go z dala od świata publicznego. W szczególności matka Antonia (nazywała go „monstrum zaczętym, ale nie dokończonym przez naturę”) i babka Liwia traktowały go jak idiotę. Nie powierzono mu żadnych urzędów oficjalnych. Będąc izolowany przez całe dzieciństwo i młodość, poświęcał czas na czytanie, zdobywając szeroką wiedzę, szczególnie z zakresu historii. To, że nie był traktowany poważnie i nie piastował w młodości żadnych urzędów zwyczajowo powierzanych członkom elity, uchroniło go od niebezpieczeństw związanych z wewnętrzną walką o władzę w rodzinie cesarskiej. Nikt nie przewidywał, że może odegrać jakąkolwiek rolę polityczną. Sam Klaudiusz również nie wykazywał żadnych ambicji politycznych.
Jego bratanek, Kaligula, gdy został cesarzem, dla żartu mianował Klaudiusza konsulem dokooptowanym od 1 lipca 37 roku. Był to pierwszy publiczny urząd sprawowany przez Klaudiusza, który miał wtedy 46 lat.

### Jako cesarz
W zamieszaniu po morderstwie Kaliguli część żołnierzy gwardii pretoriańskiej zdecydowała się na obwołanie cesarzem Klaudiusza, jedynego dorosłego przedstawiciela dynastii julijsko-klaudyjskiej. Tradycja mówi, że został znaleziony, gdy ukrywał się za kotarą, wbrew swej woli zaniesiony do obozu pretorianów i tam obwołany imperatorem. Pomimo początkowego sprzeciwu senat, świadom swojej bezsilności wobec żołnierzy, zatwierdził jego status. Po raz pierwszy tak jawnie unaocznił się prawdziwy charakter pryncypatu – władza cesarzy opierała się na sile militarnej, a czasy, gdy wola senatu miała znaczenie, bezpowrotnie minęły.
Za panowania Klaudiusza nastąpiła dalsza rozbudowa administracji cesarskiej (zwłaszcza kancelarii) i powstało wiele budowli (między innymi Akwedukt Klaudiusza czy przebudowa portu w Ostii). Chcąc zyskać wiarygodność militarną, podjął wyprawę do Brytanii w 43 roku. Po powrocie do Rzymu świętował triumf w 44 roku.
Charakterystyczna dla panowania Klaudiusza jest wzrastająca rola wyzwoleńców w sprawowaniu władzy. Cesarz, nie mając zaufania do kręgów senatorskich, główną rolę w administracji i w radzie przybocznej powierzał wyzwoleńcom. Kilku z nich: Tyberiusz Klaudiusz Narcyz, Tyberiusz Klaudiusz Polibiusz, Gajusz Juliusz Kallistus i Pallas zdobyło bardzo wpływową pozycję.
Klaudiusz ulegał też wpływom swoich żon. Najpierw poślubionej w 38 roku Messalinie, która urodziła mu Brytanika i Oktawię. Antyczne źródła przedstawiają Messalinę jako nimfomankę organizującą orgiastyczne zabawy i doprowadzającą do skazywania na śmierć byłych kochanków lub tych, którzy ośmielali się odrzucać jej awanse. Zgubiła ją ceremonia małżeństwa z Gajuszem Syliuszem odbyta pod nieobecność Klaudiusza. Narcyz ujawnił to Klaudiuszowi i dopilnował egzekucji Messaliny. W 48 roku Klaudiusz poślubił Agrypinę – swoją bratanicę. Jej silna osobowość zdominowała ostatnie lata panowania cesarza. Wyrazem jej wzrastającej roli politycznej było przyznanie jej przez senat tytułu Augusty. Doprowadziła też do zajęcia przez jej syna z pierwszego małżeństwa – Nerona, pierwszeństwa w sukcesji, przed rodzonym synem Klaudiusza, Brytanikiem. Neron został najpierw adoptowany w 50 roku, a trzy lata później poślubił córkę cesarza – Oktawię. Chcąc wykorzystać sytuację, Agrypina kazała trucicielce Lukuście sporządzić truciznę i otruła Klaudiusza potrawą z grzybów. Klaudiusz został pochowany w Mauzoleum Augusta. Po jego śmierci senat z woli Nerona, który chciał ukazać pozory synowskiej miłości i ciągłości władzy, wyniósł Klaudiusza do rangi boga. Od tej chwili zmarły cesarz miał otrzymać własną świątynię i być czczony jako Divus Claudius.

## Wywód przodków
| 4. Tyberiusz Klaudiusz Neron |  |                    |  |  |              |
|                              |  | 2. Druzus Starszy  |  |  |              |
| 5. Liwia Druzylla            |  |                    |  |  |              |
|                              |  |                    |  |  | 1. Klaudiusz |
| 6. Marek Antoniusz           |  |                    |  |  |              |
|                              |  | 3. Antonia Młodsza |  |  |              |
| 7. Oktawia Młodsza           |  |                    |  |  |              |
|                              |  |                    |  |  |              |

## Małżeństwa i dzieci
|                  |                  |                  |                  | 1 Plaucja Urgulanilla | 1 Plaucja Urgulanilla | 1 Plaucja Urgulanilla | 1 Plaucja Urgulanilla | 1 Plaucja Urgulanilla | 1 Plaucja Urgulanilla |                 |                 |                  |                 |  |  | Klaudiusz       | Klaudiusz       | Klaudiusz       | Klaudiusz       | Klaudiusz       | Klaudiusz       |  |  |         |         |         |         | 4 Agrypina Młodsza  | 4 Agrypina Młodsza  | 4 Agrypina Młodsza  | 4 Agrypina Młodsza  | 4 Agrypina Młodsza  | 4 Agrypina Młodsza  |  |  |       |       |       |       |       |       | 1 Gnejusz Domicjusz Ahenobarbus | 1 Gnejusz Domicjusz Ahenobarbus | 1 Gnejusz Domicjusz Ahenobarbus | 1 Gnejusz Domicjusz Ahenobarbus | 1 Gnejusz Domicjusz Ahenobarbus | 1 Gnejusz Domicjusz Ahenobarbus |
|                  |                  |                  |                  | 1 Plaucja Urgulanilla | 1 Plaucja Urgulanilla | 1 Plaucja Urgulanilla | 1 Plaucja Urgulanilla | 1 Plaucja Urgulanilla | 1 Plaucja Urgulanilla |                 |                 |                  |                 |  |  | Klaudiusz       | Klaudiusz       | Klaudiusz       | Klaudiusz       | Klaudiusz       | Klaudiusz       |  |  |         |         |         |         | 4 Agrypina Młodsza  | 4 Agrypina Młodsza  | 4 Agrypina Młodsza  | 4 Agrypina Młodsza  | 4 Agrypina Młodsza  | 4 Agrypina Młodsza  |  |  |       |       |       |       |       |       | 1 Gnejusz Domicjusz Ahenobarbus | 1 Gnejusz Domicjusz Ahenobarbus | 1 Gnejusz Domicjusz Ahenobarbus | 1 Gnejusz Domicjusz Ahenobarbus | 1 Gnejusz Domicjusz Ahenobarbus | 1 Gnejusz Domicjusz Ahenobarbus |
|                  |                  |                  |                  |                       |                       |                       |                       |                       |                       |                 |                 |                  |                 |  |  |                 |                 |                 |                 |                 |                 |  |  |         |         |         |         |                     |                     |                     |                     |                     |                     |  |  |       |       |       |       |       |       |                                 |                                 |                                 |                                 |                                 |                                 |
|                  |                  |                  |                  |                       |                       |                       |                       |                       |                       |                 |                 |                  |                 |  |  |                 |                 |                 |                 |                 |                 |  |  |         |         |         |         |                     |                     |                     |                     |                     |                     |  |  |       |       |       |       |       |       |                                 |                                 |                                 |                                 |                                 |                                 |
| Klaudiusz Druzus | Klaudiusz Druzus | Klaudiusz Druzus | Klaudiusz Druzus | Klaudiusz Druzus      | Klaudiusz Druzus      |                       |                       | Klaudia               | Klaudia               | Klaudia         | Klaudia         | Klaudia          | Klaudia         |  |  |                 |                 |                 |                 |                 |                 |  |  |         |         |         |         | 3 Waleria Messalina | 3 Waleria Messalina | 3 Waleria Messalina | 3 Waleria Messalina | 3 Waleria Messalina | 3 Waleria Messalina |  |  |       |       |       |       |       |       |                                 |                                 |                                 |                                 |                                 |                                 |
| Klaudiusz Druzus | Klaudiusz Druzus | Klaudiusz Druzus | Klaudiusz Druzus | Klaudiusz Druzus      | Klaudiusz Druzus      |                       |                       | Klaudia               | Klaudia               | Klaudia         | Klaudia         | Klaudia          | Klaudia         |  |  |                 |                 |                 |                 |                 |                 |  |  |         |         |         |         | 3 Waleria Messalina | 3 Waleria Messalina | 3 Waleria Messalina | 3 Waleria Messalina | 3 Waleria Messalina | 3 Waleria Messalina |  |  |       |       |       |       |       |       |                                 |                                 |                                 |                                 |                                 |                                 |
|                  |                  |                  |                  |                       |                       |                       |                       |                       |                       |                 |                 |                  |                 |  |  |                 |                 |                 |                 |                 |                 |  |  |         |         |         |         |                     |                     |                     |                     |                     |                     |  |  |       |       |       |       |       |       |                                 |                                 |                                 |                                 |                                 |                                 |
|                  |                  |                  |                  |                       |                       |                       |                       |                       |                       |                 |                 |                  |                 |  |  |                 |                 |                 |                 |                 |                 |  |  |         |         |         |         |                     |                     |                     |                     |                     |                     |  |  |       |       |       |       |       |       |                                 |                                 |                                 |                                 |                                 |                                 |
|                  |                  |                  |                  | 2 Elia Petyna         | 2 Elia Petyna         | 2 Elia Petyna         | 2 Elia Petyna         | 2 Elia Petyna         | 2 Elia Petyna         |                 |                 |                  |                 |  |  | Brytanik        | Brytanik        | Brytanik        | Brytanik        | Brytanik        | Brytanik        |  |  | Oktawia | Oktawia | Oktawia | Oktawia | Oktawia             | Oktawia             |                     |                     |                     |                     |  |  | Neron | Neron | Neron | Neron | Neron | Neron |                                 |                                 |                                 |                                 |                                 |                                 |
|                  |                  |                  |                  | 2 Elia Petyna         | 2 Elia Petyna         | 2 Elia Petyna         | 2 Elia Petyna         | 2 Elia Petyna         | 2 Elia Petyna         |                 |                 |                  |                 |  |  | Brytanik        | Brytanik        | Brytanik        | Brytanik        | Brytanik        | Brytanik        |  |  | Oktawia | Oktawia | Oktawia | Oktawia | Oktawia             | Oktawia             |                     |                     |                     |                     |  |  | Neron | Neron | Neron | Neron | Neron | Neron |                                 |                                 |                                 |                                 |                                 |                                 |
|                  |                  |                  |                  |                       |                       |                       |                       |                       |                       |                 |                 |                  |                 |  |  |                 |                 |                 |                 |                 |                 |  |  |         |         |         |         |                     |                     |                     |                     |                     |                     |  |  |       |       |       |       |       |       |                                 |                                 |                                 |                                 |                                 |                                 |
| 1 Gnejusz Magnus | 1 Gnejusz Magnus | 1 Gnejusz Magnus | 1 Gnejusz Magnus | 1 Gnejusz Magnus      | 1 Gnejusz Magnus      |                       |                       | Klaudia Antonia       | Klaudia Antonia       | Klaudia Antonia | Klaudia Antonia | Klaudia Antonia  | Klaudia Antonia |  |  | 2 Faustus Sulla | 2 Faustus Sulla | 2 Faustus Sulla | 2 Faustus Sulla | 2 Faustus Sulla | 2 Faustus Sulla |  |  |         |         |         |         |                     |                     |                     |                     |                     |                     |  |  |       |       |       |       |       |       |                                 |                                 |                                 |                                 |                                 |                                 |
| 1 Gnejusz Magnus | 1 Gnejusz Magnus | 1 Gnejusz Magnus | 1 Gnejusz Magnus | 1 Gnejusz Magnus      | 1 Gnejusz Magnus      |                       |                       | Klaudia Antonia       | Klaudia Antonia       | Klaudia Antonia | Klaudia Antonia | Klaudia Antonia  | Klaudia Antonia |  |  | 2 Faustus Sulla | 2 Faustus Sulla | 2 Faustus Sulla | 2 Faustus Sulla | 2 Faustus Sulla | 2 Faustus Sulla |  |  |         |         |         |         |                     |                     |                     |                     |                     |                     |  |  |       |       |       |       |       |       |                                 |                                 |                                 |                                 |                                 |                                 |
|                  |                  |                  |                  |                       |                       |                       |                       |                       |                       |                 |                 |                  |                 |  |  |                 |                 |                 |                 |                 |                 |  |  |         |         |         |         |                     |                     |                     |                     |                     |                     |  |  |       |       |       |       |       |       |                                 |                                 |                                 |                                 |                                 |                                 |
|                  |                  |                  |                  |                       |                       |                       |                       |                       |                       |                 |                 | Korneliusz Sulla |                 |  |  |                 |                 |                 |                 |                 |                 |  |  |         |         |         |         |                     |                     |                     |                     |                     |                     |  |  |       |       |       |       |       |       |                                 |                                 |                                 |                                 |                                 |                                 |

## Klaudiusz w kulturze

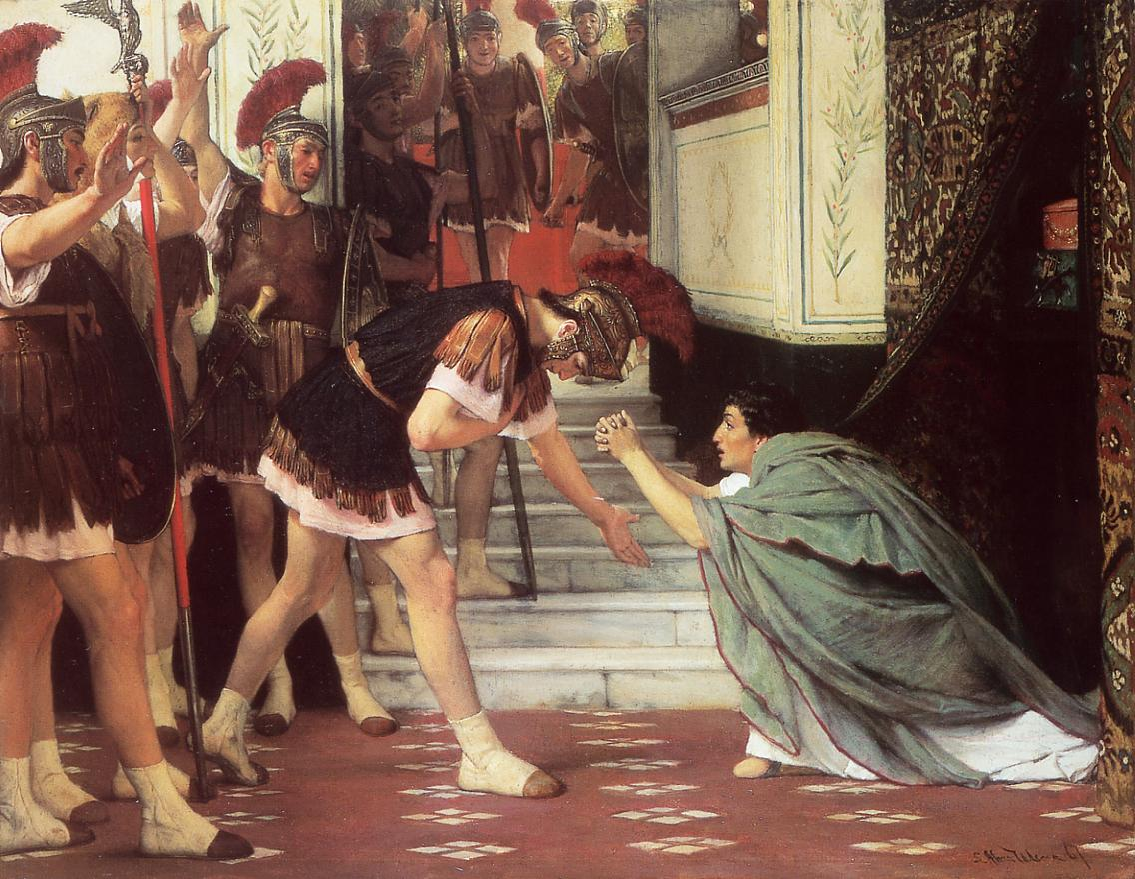
Lawrence Alma-Tadema: Obwołanie Klaudiusza cezarem (1867)

U współczesnych cesarz Klaudiusz nie budził szacunku i był wyśmiewany z powodu swych licznych ułomności fizycznych. Miało to odbicie w licznych pamfletach politycznych tamtych czasów. Do historii przeszedł utwór napisany przez niechętnego zmarłemu Senekę, który po dokonanej przez senat deifikacji Klaudiusza stworzył satyrę Udynienie Boskiego Klaudiusza.
Do kultury popularnej postać Klaudiusza trafiła w 1934 za sprawą dyptyku powieściowego angielskiego pisarza Roberta Gravesa. Głównym bohaterem obydwu tytułów (Ja, Klaudiusz oraz Klaudiusz i Messalina), napisanych w formie pseudoautobiografii, jest Klaudiusz. Bohater został przedstawiony jako bystry i pogardzany przez otoczenie obserwator krwawej walki o władzę w łonie rodziny cesarskiej. Powieści te na ekrany telewizyjne przeniosła BBC, która w 1976 wyprodukowała 13-odcinkowy serial historyczny pod tytułem Ja, Klaudiusz – jeden z najpopularniejszych w historii stacji.
Zbigniew Herbert poświęcił cesarzowi wiersz pod tytułem Boski Klaudiusz.